# Titan 3A
Titan 3A (Titan IIIA, Titan SLV-5A) – amerykańska trójstopniowa rakieta nośna w całości napędzana mieszaniną tetratlenku diazotu i Aerozyny 50. Służyła testom górnego stopnia Transtage, użytego w rakietach Titan 3C, którego podstawę stanowiła.

## Chronologia startów
1. 1 września 1964, 15:00:06 GMT; s/n 3A-2; miejsce startu: Stacja Sił Powietrznych Cape Canaveral (LC20), Stany Zjednoczone
Ładunek: makieta ładunku; Uwagi: start nieudany – nieszczelność w członie Transtage spowodowała jego przedwczesne wyłączenie się. Niepowodzenie oznaczane jako: 1964-F10, F640901A, F00307/F00308.
2. 10 grudnia 1964, 16:52:33 GMT; s/n 3A-1; miejsce startu: Stacja Sił Powietrznych Cape Canaveral (LC20), Stany Zjednoczone
Ładunek: makieta ładunku; Uwagi: start udany – satelizacja ostatniego członu Transtage 2
3. 11 lutego 1965, 15:19:05 GMT; s/n 3A-3; miejsce startu: Stacja Sił Powietrznych Cape Canaveral (LC20), Stany Zjednoczone
Ładunek: Lincoln Experimental Satellite 1; Uwagi: start udany – satelizacja ostatniego członu Transtage 3
4. 6 maja 1965, 15:00:03 GMT; s/n 3A-6; miejsce startu: Stacja Sił Powietrznych Cape Canaveral (LC20), Stany Zjednoczone
Ładunek: Lincoln Experimental Satellite 2, Lincoln Calibration Sphere 1; Uwagi: start udany – satelizacja ostatniego członu Transtage 6